# Municipio de Chanceford
El municipio de Chanceford (en inglés: Chanceford Township) es un municipio ubicado en el condado de York en el estado estadounidense de Pensilvania. En el año 2000 tenía una población de 5,973 habitantes y una densidad poblacional de 47 personas por km².

## Geografía
El municipio de Chanceford se encuentra ubicado en las coordenadas 39°55′00″N 76°27′59″O / 39.91667, -76.46639.

## Demografía
Según la Oficina del Censo en 2000 los ingresos medios por hogar en la localidad eran de $52,931 y los ingresos medios por familia eran $57,285. Los hombres tenían unos ingresos medios de $39,063 frente a los $24,490 para las mujeres. La renta per cápita para la localidad era de $22,425. Alrededor del 5,3% de la población estaban por debajo del umbral de pobreza.